# MOO J1142+1527
MOO J1142+1527 è un ammasso di galassie situato nella costellazione del Leone a una distanza da noi di circa 8,5 miliardi di anni luce.
È stato scoperto utilizzando il Wide-field Infrared Survey Explorer (WISE). È stato ulteriormente studiato con telescopi terrestri e con il Telescopio spaziale Spitzer.
È il più massiccio ammasso di galassie conosciuto con un redshift di z > 1,15, il secondo con redshift di z > 1 e, in base alla teoria cosmologica, si prevede che sia uno dei 5 ammassi più massicci con redshift z ≥ 1,19.
MOO J1142+1527 contiene una grande quantità di gas intergalattico che raggiunge la temperatura di 10 milioni di gradi.